# Politik i Tianjin

Tianjins läge i Kina.

Den politiska makten i Tianjin utövas officiellt av stadens folkregering, som leds av den regionala folkkongressen och borgmästaren. Storstadsområdet Tianjin befinner sig administrativt på provinsnivå, vilket betyder att borgmästaren i Tianjin är jämställd med guvernörerna i landets övriga provinser. Dessutom finns det en regional politiskt rådgivande konferens, som motsvarar Kinesiska folkets politiskt rådgivande konferens och främst har ceremoniella funktioner. Stadens borgmästare är sedan 2022 Zhang Gong.
I praktiken utövar dock den regionala avdelningen av Kinas kommunistiska parti den avgörande makten i Tianjin och partisekreteraren i regionen har högre rang i partihierarkin än borgmästaren.

## Lista över borgmästare i Tianjin
- Yu Qiwei (Huang Jing) januari 1949 – augusti 1952
- Wu De oktober 1952 – januari 1955
- Huang Huoqing januari 1955 – juni 1958
- Li Gengtao juni 1958 – september 1963
- Hu Zhaoheng september 1963 – 1966
- Xie Xuegong december 1967 – juni 1978
- Lin Hujia juni 1978 – oktober 1978
- Chen Weida oktober 1978 – juni 1980
- Hu Qili juni 1980 – april 1982
- Li Ruihuan maj 1982 – november 1989
- Nie Bichu november 1989 – juni 1993
- Zhang Lichang juni 1993 – maj 1998
- Li Shenglin maj 1998 – december 2002
- Dai Xianglong december 2002 – december 2007
- Huang Xingguo december 2007–september 2016
- Wang Dongfeng (王东峰): september 2016 - oktober 2017
- Zhang Guoqing (张国清): januari 2018 – September 2020
- Liao Guoxun (廖国勋): september 2020 – april 2022
- Zhang Gong (张工): maj 2022 –

## Lista över partisekreterare i Tianjin
- Huang Kecheng (黄克诚): januari 1949-juni 1949
- Huang Jing (黄敬): juni 1949-april 1953
- Huang Huoqing (黄火青): april 1953-juni 1958
- Wan Xiaotang (万晓塘): juni 1958-september 1966
- Xie Xuegong (解学恭): januari 1967-juni 1978
- Lin Hujia (林乎加): juni 1978-oktober 1978
- Chen Weida (陈伟达): oktober 1978-oktober 1984
- Ni Zhifu (倪志福): oktober 1984-september 1987
- Li Ruihuan (李瑞环): september 1987-oktober 1989
- Tan Shaowen (谭绍文): oktober 1989-februari 1993
- Nie Bichu (聂璧初): februari 1993-mars 1993
- Gao Dezhan (高德占): mars 1993-augusti 1997
- Zhang Lichang (张立昌): augusti 1997-mars 2007
- Zhang Gaoli (张高丽): mars 2007-november 2012
- Sun Chunlan: november 2012-december 2014
- Huang Xingguo: december 2014 – september 2016 (tillförordnad partichef. Avskedad och dömd till fängelse för korruption)
- Li Hongzhong: september 2016 – December 2022
- Chen Min'er: december 2022 –